# Prados del Rosario
Prados del Rosario es una localidad del estado mexicano de Guanajuato. Es parte del municipio de San José Iturbide.

## Demografía
| Censo | Población |
| ----- | --------- |
| 2010  | 1 207     |
| 2020  | 3 214     |